# Chef d'État-Major des armées (Royaume-Uni)
Pour les articles homonymes, voir Chef d'État-Major de la Défense.
Le chef d'État-Major des armées du Royaume-Uni — en anglais : chief of the Defence Staff (soit CDS en abrégé), ce qui se traduit littéralement par « chef d'État-Major de la Défense » — est le commandant suprême des Forces armées britanniques et le principal conseiller militaire du gouvernement.

## Fonctions
Officiellement, le monarque britannique est le commandant en chef des armées, mais en pratique, le gouvernement en assure la direction au moyen du Conseil de la Défense, dont le CDS est un des membres. Il préside également le Comité des chefs d'état-major. Il est secondé par le vice-chef d'État-Major des armées.

## Historique
Le poste de chef d'État-Major des armées a été créé en 1959 pour illustrer la nouvelle conception des opérations conjointes qui sont apparues au cours de la Seconde Guerre mondiale. 
Le chef d'État-Major des armées possédait à l'origine le plus haut grade de son armée d’origine, maréchal pour l'Armée de terre (la British Army), amiral de la flotte pour la Marine (la Royal Navy), ou maréchal de la Royal Air Force pour l'Armée de l'air (la Royal Air Force). Mais avec la fin de la guerre froide et la réduction des forces militaires qui s'ensuivit, ces grades ne furent plus attribués à partir de 1997 et le chef d'état-major des armées ne porte plus que le grade de général pour l'Armée de terre (la British Army), amiral pour la Marine (la Royal Navy), ou maréchal en chef de l'air pour l'Armée de l'air (la Royal Air Force)

## Liste des chefs d'État-Major
- 1959-1959 : Marshal of the Royal Air Force William Dickson (en)
- 1959-1965 : Admiral of the fleet Louis Mountbatten
- 1965-1967 : Field marshal Richard Hull (en)
- 1967-1971 : Marshal of the Royal Air Force Charles Elworthy
- 1971-1973 : Admiral of the fleet Peter Hill-Norton (en)
- 1973-1976 : Field marshal Michael Carver (en)
- 1976-1977 : Marshal of the Royal Air Force Andrew Humphrey (en)
- 1977-1977 : Admiral of the fleet Edward Ashmore (en)
- 1977-1979 : Marshal of the Royal Air Force Neil Cameron (en)
- 1979-1982 : Admiral of the fleet Terence Lewin
- 1982-1985 : Field marshal Edwin Bramall
- 1985-1988 : Admiral of the fleet John Fieldhouse (en)
- 1988-1991 : Marshal of the Royal Air Force David Craig
- 1991-1992 : Field marshal Richard Vincent (en)
- 1992-1994 : Marshal of the Royal Air Force Peter Harding (en)
- 1994-1997 : Field marshal Peter Inge
- 1997-2001 : General Charles Guthrie
- 2001-2003 : Admiral Michael Boyce
- 2003-2006 :  General Michael Walker
- 2006-2010 : Air chief marshal Jock Stirrup
- 2010-2013 : General David Richards
- 2013-2016 : General Nick Houghton
- 2016-2018 : Air chief marshal Stuart Peach
- 2018-2021 : General Nick Carter (en)
- Depuis 2021 : Admiral Tony Radakin (en)